# Charlie Cook
Charlie Cook, född 22 oktober 1982 i Port Huron i Michigan, är en amerikansk professionell ishockeyspelare som spelar för Västerås Hockey i Hockeyallsvenskan.

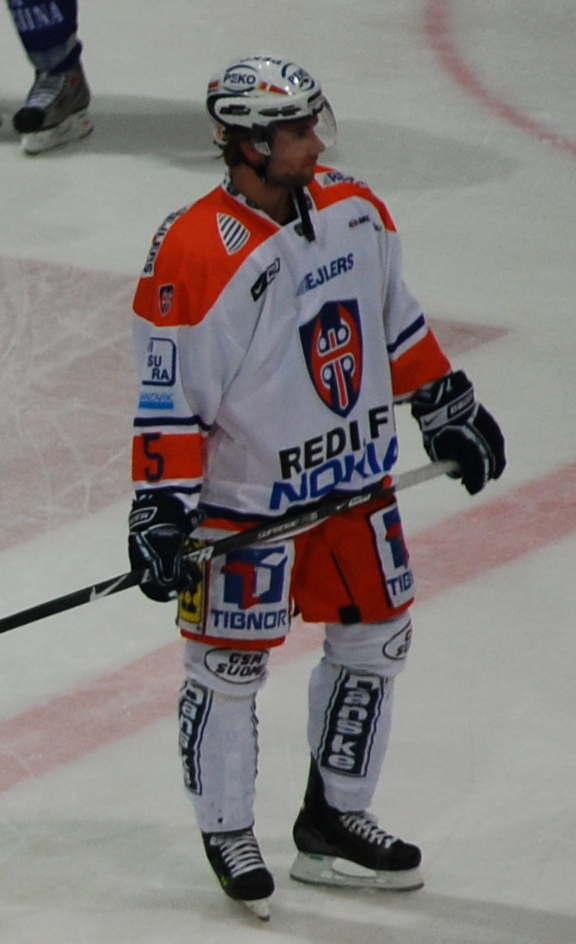
Charlie Cook med Tappara i oktober 2008.

Cook har tidigare spelat för bland annat Modo Hockey i Elitserien samt HIFK, Tappara och Lukko i SM-liiga.

## Klubbar
- Cornell Big Red, NCAA, 2001–2005
- Philadelphia Phantoms, AHL, 2005–2007
- Binghamton Senators, AHL, 2006–2007
- HIFK, 2007–2008
- HC Sparta Praha, 2008
- Tappara, 2008
- Lukko, 2008–2010
- Modo Hockey, Elitserien, 2010
- HC Davos, NLA, 2010–2011
- SCL Tigers, NLA, 2011
- Hamburg Freezers, DEL, 2011–2012
- Las Vegas Wranglers, ECHL, 2012–2014
- Västerås Hockey, Hockeyallsvenskan, 2015–